# Сидорково (Рыбинский район)
Сидорково — деревня Огарковского сельского поселения Рыбинского района Ярославской области .
Деревня расположена на небольшом расстоянии с запада от деревни Дымовское, стоящей на федеральной автомобильной дороге Р104 на участке Рыбинск—Пошехонье. Основная улица Сидорково перпендикулярна дороге. С северного края Дымовского и Сидорково в западном направлении протекает безымянный ручей, который далее минует урочище Петровское и впадает в Рыбинское водохранилище . 
На 1 января 2007 года в деревне числилось 14 постоянных жителей . Деревня обслуживается почтовым отделением Волково. Деревня имеет единственную улицу, ориентированную вдоль дороги. По почтовым данным в деревне 19 домов.